# Louis E. Denfeld
Louis Emil Denfeld (n. 13 aprilie 1891, Westborough⁠(d), Massachusetts, SUA – d. 28 martie 1972, Westborough⁠(d), Massachusetts, SUA) a fost un amiral în armata Statelor Unite, care a fost șef al operațiunilor navale din 15 decembrie 1947 până la 1 noiembrie 1949. De asemenea, a avut mai multe comenzi de suprafață semnificative în timpul războiului mondial Al II-lea, iar după război a servit ca comandant cu comandă dublă a Comandamentului Pacific al Statelor Unite și Flotei Pacificului.

## Legături externe
- „Louis E. Denfeld”. ArlingtonCemetery.net.